# Corpo de Bombeiros Militar do Estado de Goiás
O Corpo de Bombeiros Militar do Estado de Goiás (CBMGO) é uma Corporação cuja missão primordial consiste na execução de atividades de defesa civil, prevenção e combate a incêndios, buscas, salvamentos e socorros públicos no âmbito do estado de Goiás.
Ele é Força Auxiliar e Reserva do Exército Brasileiro, e integra o Sistema de Segurança Pública e Defesa Social do Brasil. Seus integrantes são denominados Militares dos Estados pela Constituição Federal de 1988, assm como os membros da Polícia Militar do Estado de Goiás.

## Histórico

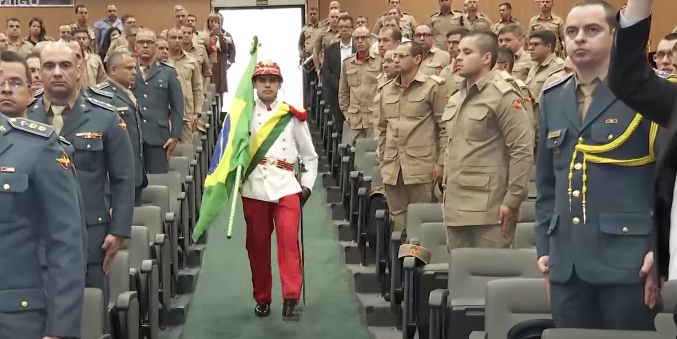
Comemoração dos 34 anos de emancipação do Corpo de Bombeiros de Goiás, no plenário da Assembleia Legislativa de Goiás.

O Corpo de Bombeiros de Goiás teve início em 5 de novembro de 1957, com o deslocamento de onze militares para o curso de formação no CBM MG.Em 1958 foi criada uma Companhia de Bombeiros.
Em 1964 essa Companhia foi transformada em Corpo de Bombeiros, com o efetivo de um Batalhão. Pela Constituição Estadual 1989, o CBM-GO adquiriu autonomia, e passou a dispor de estrutura administrativa e financeira própria.

## Estrutura Operacional
- 1º CRBM (Comando Regional Bombeiro Militar) - Goiânia (Cbc);
- 2º CRBM - Rio Verde;
- 3º CRBM - Anápolis;
- 4º CRBM - Luziânia
- 5º CRBM - Aparecida de Goiânia;
- 6º CRBM -  Goiás;
- 7º CRBM - Caldas Novas;
- 8º CRBM - Uruaçu;
- 9º CRBM - Formosa;
- 1º BBM (Batalhão de Bombeiro Militar) - Goiânia (BOPAR);
- 2º BBM - Goiânia (Setor Aeroviário);
- 3º BBM - Anápolis;
- 4º BBM - Rio Verde;
- 5º BBM - Luziânia;
- 6º BBM - Itumbiara;
- 7º BBM - Aparecida de Goiânia;
- 8º BBM - Goiânia (Parque Amazônia);
- 9° BBM - Caldas Novas;
- 10º BBM - Catalão;
- 11° BBM - Porangatu;
- 12° BBM - Cidade de Goiás;
- 13° BBM - Jataí;
- 14° BBM - Senador Canedo;
- 15° BBM - Trindade;
- 16° BBM - Mineiros;
- 17° BBM - Pirenópolis;
- 18° BBM - Goianésia;
- 19° BBM - Formosa;
- 20° BBM - Águas Lindas;
- 21º BBM - Goiânia (BEOPP);
- 22° BBM - Jaraguá.
- BSE (Batalhão de Salvamento em Emergência) - Goiânia
  - 1ª CIBM (Companhia Independente Bombeiro Militar) - Minaçu
  - 2ª CIBM - Goiânia
  - 3ª CIBM - Santa Helena de Goiás
  - 5ª CIBM - Palmeiras de Goiás
  - 6ª CIBM - Niquelândia
  - 7ª CIBM - Inhumas
  - 8ª CIBM - Cristalina
  - 9ª CIBM - Planaltina
  - 10ª CIBM - Posse
  - 11ª CIBM - Uruaçu
  - 12ª CIBM - Morrinhos
  - 13ª CIBM - Iporá
  - 14ª CIBM - Pires do Rio
  - 15ª CIBM - Quirinópolis
  - 16ª CIBM - Goiatuba
  - 17ª CIBM - Itaberaí
  - 18ª CIBM - Ceres
  - 19ª CIBM - São Luís de Montes Belos
  - 20ª CIBM - Goianira
  - 21ª CIBM - Nerópolis
  - 22ª CIBM - São Miguel do Araguaia
  - 23ª CIBM - Ipameri
  - 25ª CIBM - Bela Vista de Goiás
  - 26ª CIBM - Valparaíso de Goiás
  - 1º PBM (Pelotão Bombeiro Militar) - Aruanã
  - 2º PBM - Silvânia
  - 3º PBM - Santo Antônio do Descoberto
  - 4º PBM - Campos Belos
  - DBM (Destacamento de Bombeiro Militar) - Trindade
  - DBM - Luziânia (Jardim Ingá)
  - DBM - Cidade Ocidental
  - DBM - Novo Gama
  - DBM - Piracanjuba
  - DBM - Alto Paraíso de Goiás
  - DBM - Chapadão do Céu
  - DBM - São Simão
  - DBM - Itapaci
  - DBM - Caiapônia